# Library of Aboriginal American Literature
Library of Aboriginal American Literature („Bibliothek der Literatur der amerikanischen Ureinwohner“) ist eine 1882–1890 von dem amerikanischen Archäologen und Ethnologen Daniel Garrison Brinton (1837–1899) herausgegebene und veröffentlichte Sammlung von Werken amerikanischer Ureinwohner. Es erschienen acht Bände. Sie gilt als wichtiger Beitrag zur Wissenschaft der Anthropologie in Amerika. Die Bände 2 und 4 wurden von Horatio Hale bzw. Albert Samuel Gatschet herausgegeben.

## Übersicht
- 1. The Maya Chronicles, ed. D. G. Brinton (Digitalisat)
- 2. Iroquois Book of Rites, ed. Horatio Hale (Digitalisat)
- 3. The Güegüence, a comedy ballet in the Nahuatl-Spanish dialect of Nicaragua, ed. D. G. Brinton (Digitalisat)
- 4. A migration legend of the Greek Indians, with introduction by A. S. Gatschet, Vol. 1 (Digitalisat)
- 5. The Lenape and their legends, with text and symbols of the Walam Olum, ed. D. G. Brinton (Digitalisat)
- 6. Annals of the Cakchiquels, ed. D. G. Brinton (Digitalisat)
- 7. Ancient Nahuatl poetry, ed. D. G. Brinton (Digitalisat)
- 8. Rig Veda Americanus, sacred songs of the ancient Mexicans, ed. D. G. Brinton (Digitalisat)